# Neodymi(III) chloride
Neodymi(III) chloride, còn được gọi với cái tên neodymi trichloride là một hợp chất vô cơ có thành phần gồm hai nguyên tố neodymi và clo với công thức hóa học được quy định là NdCl3. Hợp chất khan này là một chất rắn có màu tím hoa cà, hấp thụ nước khi tiếp xúc với không khí để tạo thành dạng ngậm nước hexahydrat có màu tím, NdCl3·6H2O. Neodymi(III) chloride được sản xuất từ khoáng chất monazite và bastnäsite, thông qua một quá trình phức tạp chiết xuất đa tầng. Hợp chất này có một số ứng dụng quan trọng như là một hóa chất trung gian để sản xuất kim loại neodymi và các laze dựa trên neodymi và các sợi quang học. Các ứng dụng khác bao gồm đóng vai trò một chất xúc tác trong tổng hợp hữu cơ và phân hủy các nhân tố gây ô nhiễm nước thải, chống ăn mòn nhôm và các hợp kim, và đánh dấu bằng huỳnh quang các phân tử hữu cơ (DNA).

## Các vấn đề sức khỏe
Neodymi(III) chloride dường như không độc đối với người và động vật (tương đương với muối ăn). LD50 (liều có tỷ lệ tử vong 50%) đối với động vật khoảng 3,7 g/kg trọng lượng cơ thể (chuột, đường miệng), 0,15 g/kg (thỏ, tiêm tĩnh mạch). Kích ứng nhẹ da xảy ra khi tiếp xúc với 500 mg trong suốt 24 giờ (Thử nghiệm Draize trên thỏ). Các chất có LD50 trên 2 g/kg được coi là không độc hại.

## Hợp chất khác
NdCl3 còn tạo một số hợp chất với NH3, như NdCl3·NH3, NdCl3·2NH3, NdCl3·4NH3, NdCl3·5NH3, NdCl3·8NH3 và NdCl3·11NH3 đều là các chất rắn màu hoa hồng hay NdCl3·12NH3 là bột màu hoa hồng.
NdCl3 còn tạo một số hợp chất với N2H4, như NdCl3·3N2H4·2H2O là tinh thể không màu, d20 ℃ = 2,59 g/cm³ (đo), 2,6 g/cm³ (tính toán).